# Javier Taboada
Javier Taboada (* 5. Januar 1935 in Mexiko-Stadt) ist ein ehemaliger mexikanischer Radrennfahrer und nationaler Meister im Radsport.

## Sportliche Laufbahn
Taboada war Bahnradsportler und Straßenradsportler. Er war Teilnehmer der Olympischen Sommerspiele 1960 in Rom. In der Mannschaftsverfolgung schied Mexiko mit Mauricio Mata, Javier Taboada, Jacinto Brito und Miguel Pérez in der Qualifikation aus.
Taboada begann 1953 mit dem Radsport in seiner Heimatstadt. 1958 wurde er nationaler Meister in der Einerverfolgung. 1958, 1959 und 1960 siegte er auch in der Meisterschaft in der Mannschaftsverfolgung. 
Bei den Zentralamerika- und Karibikspielen 1959 in Caracas gewann er die Bronzemedaille in der Mannschaftsverfolgung.
Auf der Straße holte er 1954 drei Etappensiege in der Rundfahrt México a las Cruces, 1955 einen in der Vuelta Himno Nacional. Er gewann Mexiko-Stadt–Río Frío 1955, Mexiko-Stadt –Calpulalpan 1956. 1958 gewann er eine Etappe der Guatemala-Rundfahrt.